# Паутинник камфорный
Паути́нник ка́мфорный (лат. Cortinarius camphoratus) — ядовитый гриб рода Паутинник (Cortinarius) семейства Паутинниковые (Cortinariaceae). Похож на паутинник бело-фиолетовый.

## Описание
- Шляпка 3—10 см в диаметре, у молодых грибов полушаровидная, затем выпуклая и плоская, бледно-фиолетовая или палево-серебристая, в центре охристая, затем бледно-охристая, с лиловатым оттенком, сухая. Кортина бледно-фиолетового цвета.
- Пластинки приросшие зубцом, у молодых грибов лиловато-фиолетового, позже лиловато-коричневые и ржаво-коричневые, крупные.
- Ножка 4—15×1—2,5 см, коренастая, плотная, цилиндрической или булавовидной формы, одного цвета со шляпкой, с несколькими хорошо заметными беловатыми или беловато-охристыми поясками.
- Мякоть сначала фиолетовая, затем становится охристо-фиолетовой и желтовато-охристой. Вкус отсутствует, запах сильный, неприятный.
- Споровый порошок ржаво-коричневый. Споры 9—11×5,5—6 мкм, почти гладкие, миндалевидной формы, охристо-ржавого цвета.

## Экология и ареал
Встречается в хвойных лесах.
В Европе произрастает в Австрии, Бельгии, Германии, Великобритании, Италии, Польше, Эстонии, Литве, Финляндии, Франции, Швейцарии, Швеции и на Украине. Также встречается в США. На территории России встречается в Татарстане, Карелии, Ленинградской, Тверской и Томской областях, Красноярском и Приморском краях.